# Columbia Daily Tribune

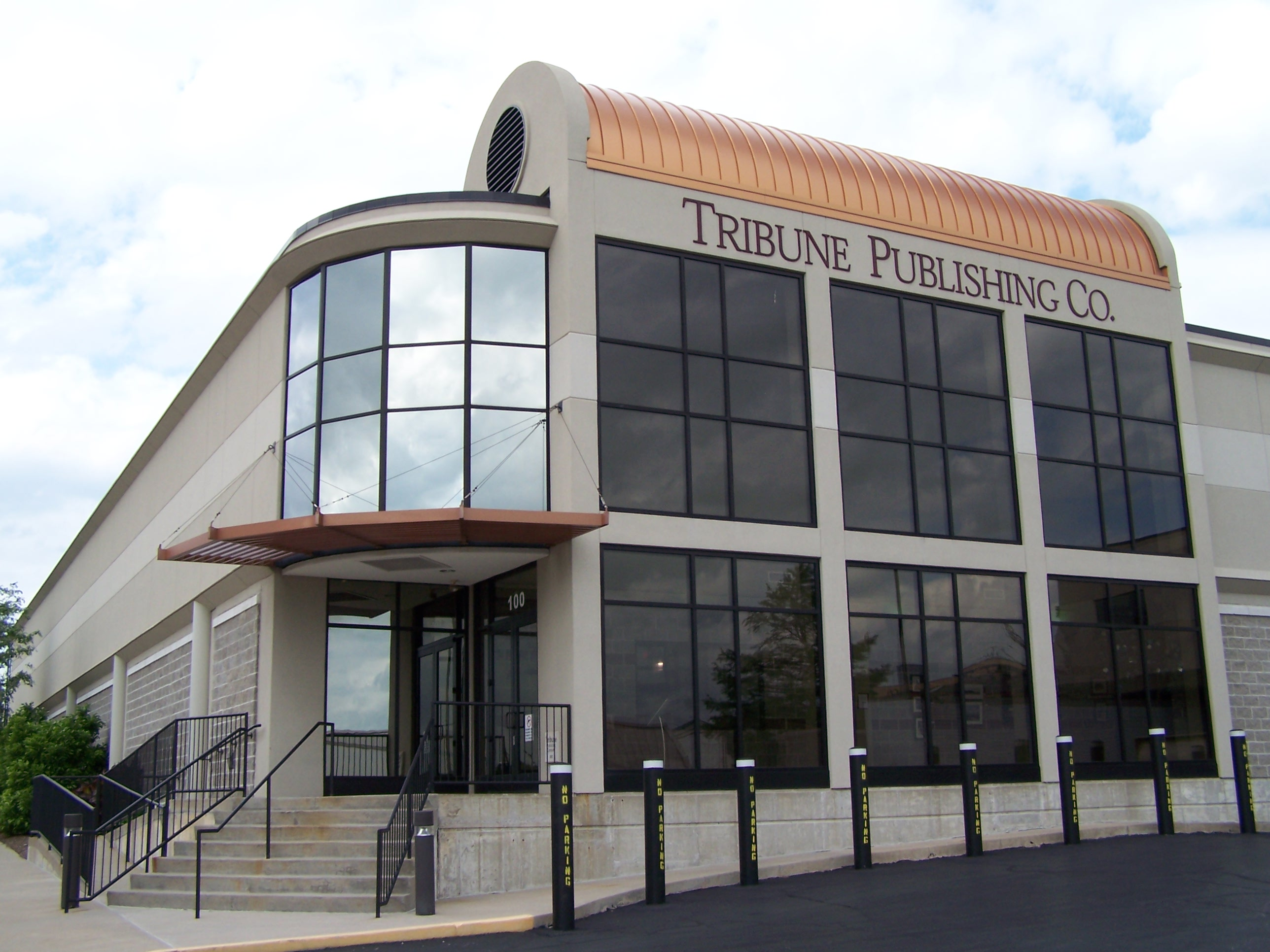
Columbia Daily Tribune Publishing

Columbia Daily Tribune, communément appelé la Columbia Tribune ou la Tribune, est l'un des journaux quotidiens de Columbia, Missouri ; le second étant le Columbia Missourian. C'est également le seul journal à Columbia dont la circulation est contrôlée par le Audit Bureau of Circulations (ABC), entité à laquelle il adhère depuis 1915. Le journal a appartenu à la famille Watson/Waters de 1905 à 2016. En 2016, il a été racheté par GateHouse Media Inc., un groupe à la tête de divers journaux sur le territoire américain.
Bien que publié pour servir les habitants de la région métropolitaine de Columbia, c'est le journal diffusé le plus largement dans la région du Mid-Missouri. Le journal est livré le soir du lundi au vendredi et le matin le samedi et le dimanche.

## Historique
Premier quotidien de Columbia, The Tribune a été fondé le 12 septembre 1901 par Charles Monro Strong, un ancien étudiant de l'Université de Missouri et le soutien de Barrat O'Hara. Ses bureaux se trouvaient au troisième étage du Stone building situé au 15 S. Ninth Street.
Avant 1901, les nouvelles étaient diffusées par trois hebdomadaires : The Missouri Intelligencer, The Columbia Patriot et The Columbia Statesman. En 1902, Earnest M. Mitchell rejoint l'équipe et ils emménagent au Whittle Buiding situé au 911 E. Broadway street. Hélas, Mitchell meurt de la fièvre typhoïde peu de temps après.  En 1905, Edwin Moss Watson rachète le journal. Son neveu, Henry "Hank" Waters Jr en hérite après sa mort, en 1937. En 1966, Waters Jr succède à son père et continue à éditer le journal jusqu'au 31 décembre 2010.
Au 1er janvier 2011, Andy et Lizabeth, ses deux plus jeunes enfants, rachètent les parts de quatre autres membres de la famille pour devenir propriétaires majoritaires. Vicki Russell Waters, l'épouse de Walters Jr se charge d'éditer le journal, devenant, ainsi, la première femme à occuper cette fonction, Andy est président directeur général et Waters Jr est nommé éditeur émérite mais continue à rédiger des éditoriaux.
En 2012, la famille Waters finit par vendre le journal  au groupe de presse GateHouse Media,.

## Environnement
The Columbia Daily Tribune est un journal respectueux de l'environnement puisqu'il utilise du papier recyclé à 90 %. En date du 11 juin 2008, le journal indique être le leader de l'État en matière d'utilisation de papier recyclé.

## Game over
Créé en 2006, Game Over est un blog et une chronique hebdomadaire du Columbia Tribune sur le thème du jeu vidéo. Le 31 décembre 2006, The Tribune a annoncé que l'article  Wii’s democracy makes  mockery of meritocracy de la rubrique Game Over a été consulté 16 766 fois, se plaçant à la neuvième place des articles les plus lus de l'année sur leur site. Écrite au départ par Greg Miller qui quitte le journal en 2007 pour travailler pour IGN. Greg Miller est remplacé par Paul Dziuba, spécialement engagé pour cette chronique publiée jusqu'en février 2009. 

## Voir également
- (en) Columbia Missourian